# Патриаршие приходы в Италии
Приходы Московского патриархата в Итальянской Республике (также Италийские приходы Московского патриархата, Русская православная церковь в Италии, итал. Chiesa Ortodossa Russa in Italia, Патриаршие приходы в Италии) — каноническое подразделение Русской православной церкви, объединяющее приходы Московского патриархата на территории Италии, Мальты и Сан-Марино.
В помощь управляющему архиерею в Риме работает секретариат администрации. Помещения секретариата расположены на первом этаже приходского комплекса храма великомученицы Екатерины в Риме.
В данное учреждение не входит ставропигиальное подворье святителя и Чудотворца Николая в Бари.

## История
27 декабря 2007 года решением Священного Синода приходы Московского патриархата в Италии были выделены из состава Корсунской епархии и подчинены ведению епископа Богородского, викария Патриарха Московского и всея Руси. При этом епископ с титулом Богородский на тот момент назначен не был, и Синод постановил сохранить временное архипастырское окормление приходов за архиепископом Корсунским Иннокентием (Васильевым) В связи с назначением в 2010 году на Корсунскую кафедру епископа Нестора (Сиротенко), функции временного управляющего Богородской кафедрой перешли к нему.
2 февраля 2008 г. управляющий италийскими приходами Московского Патриархата архиепископ Корсунский Иннокентий освятил церковный дом в Риме, предназначенный для дальнейшей организации при нём епархиального управления. В 2011 году начаты работы по созданию полноценного епархиального управления при ставропигиальном храме святой великомученицы Екатерины в Риме. Для этих целей в храме выделены два помещения, в которых разместились секретариат управления, канцелярия и архив. С этого времени вопросы, касающиеся выдачи документов, оформления справок, ведение официальной переписки, касающейся Италийских приходов, решаются через епархиальное управление в Риме, а не в Париже как ранее.
21 мая 2012 года Администрация приходов Московского Патриархата в Италии (итал. Amministrazione delle parrocchie del Patriarcato di Mosca in Italia) получила статус юридического лица в Итальянской Республике.
В 2013 году архиепископ Марк (Головков) отметил: «создание централизованной структуры по управлению приходами в Итальянской республике является одним из важных направлений деятельности Русской Православной Церкви в сфере попечения о зарубежных учреждениях. Так, в 2007 г. была образована Администрация приходов Московского Патриархата в Италии, и в мае прошлого года ею был получен статус юридического лица, что является существенным достижением для дальнейшего развития. По сути такая структура представляет собой аналогию епархии».
25 июля 2014 года решением Священного Синода в состав Администрации приходов Московского Патриархата в Италии были приняты приходы: в честь святителя Максима, епископа Туринского (Турин); в честь Воздвижения Креста Господня (Удине); в честь Покрова Пресвятой Богородицы (Болонья); в честь святителя Николая (Лекко); в честь святителя Николая (Новара); в честь Трёх святителей (Пьяченца); в честь святых равноапостольных Константина и Елены (Имола); в честь архангела Гавриила и архистратига Михаила (Роверето).
В июле 2014 года администрацией приходов Московского Патриархата в Италии издан Служебник на итальянском языке.
В 2017 году епископ Антоний (Севрюк) отмечал: «Главная задача, которую мы ставили перед собой, открывая приходы, объединенные сегодня в Администрацию приходов МП в Италии — это окормление прежде всего нашей паствы, проживающей на территории Итальянского государства. В Италии сейчас 67 приходов, на Апеннинах располагается вторая по численности епархия МП за рубежом. Среди нашей паствы есть и россияне, и украинцы, и молдаване, и представители других национальностей. Есть, конечно, и итальянцы, но их немного. В основном это те, кто женился на наших прихожанках. Приходя со своими супругами в храм, а порой и вдохновляясь их личным примером, мужья иногда принимают Православие и становятся нашими прихожанами. Есть итальянцы, которые сами пришли к православной вере — через чтение книг, знакомство с замечательными пастырями и так далее. Но целенаправленной миссии среди местного населения мы не ведем».
26 февраля 2019 года Священный Синод Русской православной церкви упразднил ставропигиальный статус Николаевского прихода и Екатеринского прихода в Риме, включив их в состав приходов Московского Патриархата в Италии.

## Управляющие Патриаршими приходами в Италии
- 27 декабря 2007 — 24 декабря 2010 - Иннокентий (Васильев) в/у, епископ Корсунский
- 24 декабря 2010 — 16 июля 2013 - Нестор (Сиротенко) в/у, епископ Корсунский
- 16 июля 2013 — 22 октября 2015 - Марк (Головков) в/у, архиепископ Егорьевский
- 26 октября 2015 — 29 июля 2017 - Антоний (Севрюк)
- 29 июля — 28 декабря 2017 - Матфей (Андреев)
- 28 декабря 2017 — 15 октября 2018 - Антоний (Севрюк) в/у, архиепископ Венский
- 15 октября 2018 — 30 мая 2019 - Иоанн (Рощин), с 28 декабря 2018 — в/у, митрополит Корсунский
- 30 мая 2019 — 16 марта 2023 - Антоний (Севрюк) в/у, митрополит Корсунский
- с 16 марта 2023 - Нестор (Сиротенко) в/у, митрополит Корсунский